# Silent Hill 2 (Remake)
Silent Hill 2 ist ein vom polnischen Entwicklungsstudio Bloober Team für die Systeme PlayStation 5 und Windows entwickeltes Computerspiel der Silent-Hill-Videospielreihe und Remake des gleichnamigen Computerspiels aus dem Jahr 2001. Publisher Konami veröffentlichte den Survival Horror am 8. Oktober 2024 (für Vorbesteller der Deluxe-Edition am 6. Oktober). Silent Hill 2 soll ein Jahr lang exklusiv für PC und Playstation 5 verfügbar sein.

## Handlung
Wie im Originalspiel geht es um den Witwer James Sunderland, der in die gleichnamige Stadt Silent Hill zurückkehrt, nachdem er einen Brief von seiner verstorbenen Frau Mary erhalten hat, die behauptet, dort auf ihn zu warten.

## Entwicklung und Marketing
Im Oktober 2022 kündigte Konami die Entwicklung von fünf Silent-Hill-Titeln an: Silent Hill 2, Silent Hill f, Silent Hill: Townfall, Silent Hill: Ascension und Return to Silent Hill. Mit der Bekanntmachung wurde außerdem ein Werbetrailer zur Neuauflage des Silent-Hill-2-Titels veröffentlicht. Einen Monat zuvor hatte es bereits Leaks zum Silent-Hill-2-Remake gegeben.
Creative Director Mateusz Lenart kommentierte zur Entwicklung, dass insbesondere das Third-Person-Kampfsystem und die Inszenierung von manchen Handlungspunkten einer Überarbeitung unterzogen wurden.
Luke Roberts und Salóme Gunnarsdóttir waren als Synchronsprecher der Figuren James Sunderland und Mary Sunderland an der Produktion beteiligt.
Im Mai 2024 wurde das Veröffentlichungsdatum für PC und PS5 bekanntgegeben und ein ausführlicher Gameplay-Trailer vorgestellt.

## Rezeption
Benjamin Braun von GamersGlobal bewertete es als hervorragendes Horror-Abenteuer. Sowohl das wuchtig und brachiale Kampfsystem als auch die Puzzle überzeugen. Die Grafikqualität sei hoch. Es erneuere das Original fast vollständig, ohne die Quintessenz dabei zu verlieren. PC Games führt an, dass die englische Sprachausgabe die Emotion sehr gut transportiere. Dennis Michel von GamePro machte Schwächen im Spieltempo speziell zur Mitte des Spiels aus.